# Riso al cocco
Il riso al cocco è un alimento diffuso nei territori equatoriali di tutto il mondo. Data la sua ampissima diffusione, ne esistono numerose varianti.

## Diffusione

### Africa
Il riso jollof dell'Africa occidentale, che contiene pomodori, cipolle e peperoncino, è un alimento che si presta a molte varianti, una delle quali ha il cocco.
Il riz coco malgascio è un piatto unico e contorno, tra le preparazioni con riso più apprezzate dell'isola. Per tradizione contiene della polpa di cocco fresco tritata e filtrata, ma può anche essere preparato con il latte di tale frutto.

### America
In Colombia esistono delle preparazioni con cocco e riso. Ne sono esempi la preparazione con l'olio del frutto (arroz con coco), e quello con l'uva passa (arroz con coco y pasas).

### Asia
Il riso al cocco si trova in moltissimi territori dell'Asia, come confermano il birmano 'ohn htamin (in birmano အုန်းထမင်း) che, costituisce un'alternativa al riso bianco e contiene scalogno fritto, sale e aromi nella versione più semplice; il riso con cocco e curry e il puttu dell'India; molte preparazioni indonesiane con latte di cocco (ad es., il nasi uduk dell'isola di Giacarta, il nasi gurih dell'Aceh e il giavanese nasi liwet); e il dolce thailandese con riso e mango (khao niao mamuang).